# Préfecture autonome mongole et tibétaine de Haixi
Cette page contient des caractères spéciaux ou non latins. S’ils s’affichent mal (▯, ?, etc.), consultez la page d’aide Unicode.
La préfecture autonome mongole et tibétaine de Haixi (chinois simplifié : 海西蒙古族藏族自治州 ; pinyin : Hǎixī měnggǔzú zàngzú Zìzhìzhōu ;mongol : ᠬᠠᠶᠢᠰᠢ ᠶ᠋ᠢᠨ ᠮᠣᠩᠭᠣᠯ ᠲᠥᠪᠡᠳ ᠦᠨᠳᠦᠰᠦᠲᠡᠨ ᠦ᠌ ᠥᠪᠡᠷᠲᠡᠭᠡᠨ ᠵᠠᠰᠠᠬᠤ ᠵᠧᠦ : Qaisi-yin mongγol töböd ündüsüten-ü öbertegen jasaqu jeü; tibétain : མཚོ་ནུབ་སོག་རིགས་ཆ་བོད་རིགས་རང་སྐྱོང་ཁུལ་ ; translittération Wylie : Mtsho-nub Sog-rigs dang Bod-rigs rang-skyong-khul) est une subdivision administrative de la province du Qinghai en Chine. Son chef-lieu est la ville de Delingha.

## Géographie

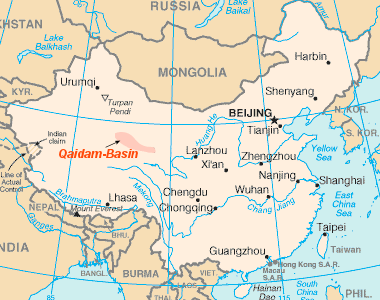
Situation du bassin du Qaidam

Sa superficie est de 325 785 km² .

### Bassin du Qaidam
Le bassin du Qaidam, ou du Tsaidam, est une région désertique du nord du plateau du Tibet, située dans la préfecture autonome mongole et tibétaine de Haixi. Il se situe à une altitude comprise entre 2 600 et 3 300 m, sur le plateau du Tibet, et est entouré de chaînes montagneuses dont certaines atteignent 6 000 m d'altitude. Il est limité au sud par les monts Kunlun, au nord par l'Altun Shan (ou Altyn-Tagh) et le Nan Shan, et s'étend à l'est jusqu'aux voisinages du lac Kokonor. D'est en ouest, il mesure environ 850 km, et du nord au sud environ 300 km. Le plus grand lac du bassin de Qaidam est le Dabsan Hu, en mongol : ᠲᠠᠪᠤᠰᠤᠨᠭᠣᠪᠢ (dabusunγobi, désert de sel), au nord de la ville de Golmud. La teneur en sel des lacs du bassin du Qaidam est telle qu'il forme une croûte épaisse à surface, faisant en sorte que les lacs ne sont souvent pas perçus comme tels. Le sel de ces lacs, en particulier au nord de la ville de Golmud, fait l'objet d'une exploitation industrielle à grande échelle.

## Histoire
Une section alternative de la branche sud de la route de la soie traverse le bassin du Qaidam,. Des fouilles archéologiques récentes suggèrent que cette route aurait, il y a 1 500 ans, été plus prospère que celle passant par le corridor du Gansu.

## Démographie
La population de la préfecture était estimée à 340 000 habitants en 2004.

## Économie
En 2006, le PIB total a été de 17,0 milliards de yuans, et le PIB par habitant de 40 277 yuans.
Le bassin du Qaidam est qualifié de « bassin aux trésors », en raison de sa richesse en ressources minières. Parmi ses nombreuses ressources minérales, les plus notables sont le pétrole, le gaz naturel, le charbon, le chlorure de sodium, le potassium, le magnésium, le plomb, le zinc et l'or, ainsi que d'importantes réserves d'amiante, de borax et de gypse.
Le Qaidam posséderait les plus grandes réserves de lithium, de magnésium, de potassium et de sodium de toute la Chine. Le lac de Qarhan contient soixante milliards de tonnes de sel. 22 champs pétrolifères y ont été découverts, avec des réserves estimées de 225 millions de tonnes, ainsi que 6 champs gazéifères, contenant 150 milliards de mètres cubes de gaz.

## Installations militaires
Des bases de missiles nucléaires stratégiques DF-4 seraient installées depuis les années 1980 près de Delingha et de Da Qaidam,,,.

## Subdivisions administratives
La préfecture autonome mongole et tibétaine de Haixi exerce sa juridiction sur huit subdivisions - deux villes-districts, trois xian et trois « comités administratifs » :
- la ville de Delingha - 德令哈市 Délìnghā Shì ;
- la ville de Golmud - 格尔木市 Gé'ěrmù Shì ;
- le xian de Wulan - 乌兰县 Wūlán Xiàn ;
- le xian de Dulan - 都兰县 Dūlán Xiàn ;
- le xian de Tianjun - 天峻县 Tiānjùn Xiàn ;
- le comité administratif de Lenghu - 冷湖行政委员会 Lěnghú Xíngzhèng Wěiyuánhuì ;
- le comité administratif de Da Qaidam - 大柴旦行政委员会 Dàcháidàn Xíngzhèng Wěiyuánhuì ;
- le comité administratif de Mangya - 茫崖行政委员会 Mángyá Xíngzhèng Wěiyuánhuì.